# Dictionary of American Naval Fighting Ships

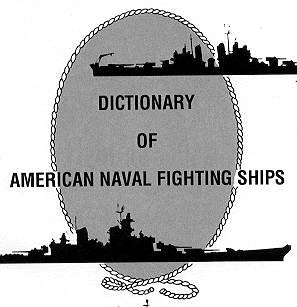

Dictionary of American Naval Fighting Ships (w skrócie DANFS) z ang. Słownik okrętów amerykańskich  – publikacja na temat okrętów wykorzystywanym przez Marynarkę Wojenną Stanów Zjednoczonych. Choć w nazwie pojawia się słowo „słownik” to w rzeczywistości jest ona bardziej specjalistyczną „encyklopedią”. W DANFS wraz z opisami głównych okrętów amerykańskich umieszczono dodatki o mniejszych jednostkach pływających, historii okrętów Marynarki Wojennej Skonfederowanych Stanów Ameryki, oraz wiele różnych artykułów o okrętach. DANFS jest publikowany przez Naval Historical Center (Centrum Historyczne Marynarki Wojennej – NHC) i udostępniany w postaci książkowej oraz w postaci witryny internetowej.

## Publikacje
| Tom                     | Data wydania | Okręty | Uwagi                                               |
| ----------------------- | ------------ | ------ | --------------------------------------------------- |
| I                       | 1959         | A-B    | Nakład wyczerpany                                   |
| II                      | 1963         | C-F    |                                                     |
| III                     | 1968         | G-K    |                                                     |
| IV                      | 1969         | L-M    |                                                     |
| V                       | 1970         | N-Q    |                                                     |
| VI                      | 1976         | R-S    |                                                     |
| VII                     | 1981         | T-Z    |                                                     |
| I-A                     | 1991         | A      |                                                     |
| Hazegray                |              | A-Z    | Dane o okrętach zgodne ze datami wydania publikacji |
| Naval Historical Center |              | A-Z    | Aktualne dane o okrętach aktualizowane na bieżąco   |

Słownik został początkowo opublikowany w siedmiu tomach z okrętami posegregowanymi po nazwach w porządku alfabetycznym, począwszy od 1959 (A-B) do 1981 (T-Z). W 1991 wydano poprawioną wersję tomu pierwszego, który zawierał jedynie opisy okrętów o nazwach zaczynających się na literę A. Odkąd nakład pierwszego tomu z 1959 został wyczerpany informacje na temat okrętów o nazwach zaczynających się na literę B stały się trudno dostępne.
Początkowo była dostępna tylko publikacja w formie książkowej, ale nakładem pracy autorów witryny internetowej Hazegray website przeniesiono ją do postaci elektronicznej jako witrynę World Wide Web. Założeniem projektu jest bezpośrednie przeniesienie całego DANFS ze zmianami ograniczonymi jedynie do poprawek błędów drukarskich i not o niezgodnych z rzeczywistością faktach zawartych w książce. Później Centrum Historyczne Marynarki Wojennej (NHC) przedstawiło własną wersję DANFS przeniesioną do wersji elektronicznej przy pomocy technik OCR i ręcznego przepisywania. Jakość tej publikacji jest ogólnie dobra, chociaż wciąż występują w niej błędy. NHC ciągle uzupełnia dane w internetowej wersji DANFS poprawiając błędy i wypełniając braki powstałe w okresie od publikacji słownika do dziś. Centrum Historyczne uzupełnia dane o okrętach w następującym porządku: okręty pozostające w służbie, okręty wprowadzone do służby po opublikowaniu wydania książkowego (dane brakujące), okręty wycofane ze służby po opublikowaniu książkowej wersji (dane niekompletne) i na końcu uzupełnia dane o najstarszych okrętach. Jednocześnie NHC rozpoczęło również zamieszczony w witrynie DANFS projekt pokrewny o historii okrętów i dokładnym przebiegu ich służby (Ship History/Command Operations Reports i Ship History Reports for Decommissioned Ships).

## Źródła
Ze względu na to, że tekst słownika DANFS został opublikowany na wolnej licencji public domain jako efekt pracy rządu Stanów Zjednoczonych zapisane w nim dane są często cytowane dosłownie w innych pracach. Wiele witryn internetowych tworzonych przez obecnych i byłych członków załóg amerykańskich okrętów zawiera kopie artykułów opisujących ich jednostki. Także autorzy haseł na Wikipedii często wykorzystują DANFS jako źródło informacji i zalążek własnych artykułów o amerykańskich okrętach.